# Копальня Піетрені-Бистриця
Копальня Піетрені-Бистриця (Pietreni-Bistrita) — гірничодобувний майданчик у Румунії.
Копальню ввели в дію у 1960 році з метою забезпечення високоякісним вапняком розташованого за три десятки кілометрів заводу кальцинованої соди в Говорі, а вивезення продукції організували за допомогою залізниці. З 1965-го майданчик належить компанії Societatea Naţională a Sării S.A (SALROM).
Розробка ведеться відкритим способом на схилі гори, при цьому станом на початок 2010-х років проєкт передбачав наявність 8 ярусів між позначками +732 та +977 метрів НРМ (з них велась розробка на нижніх трьох ярусах, тоді як інші законсервовані або ще не введені в експлуатацію).
За пів сотні років розробки з кар'єру вилучили 75 млн тонн матеріалу, з яких близько 30 млн тонн не годяться для виробництва товарного продукту, а тому відправлені у відвал. У 1978-му на відвалі стався великий зсув, після чого в 1985-му для зниження ймовірності повторних зсувів спорудили канал, що дозволяє відводити воду з річки Костешті (протікає зі східної сторони копальні) до потоку Valea Morii.
Добова потужність майданчика становить 3 тисячі тонн. Втім, в 2020 році завод кальцинованої соди у Говорі зупинили, що не могло не позначитись на обсягах видобутку. Так, в 2021-му SALROM відзвітувалася за виробництво 447 тисяч тонн вапняку, а в 2022-му цей показник становив лише 155 тисяч тонн.